# Roda de Bará
Roda de Bará (oficialmente en catalán: Roda de Berà) es un municipio y localidad española de la provincia de Tarragona, en la comunidad autónoma de Cataluña. El término municipal, ubicado en la comarca del Tarragonés, tiene una población de 8048 habitantes (INE 2024).

## Toponimia
El topónimo Roda de Bará se formó a partir del también topónimo Roda y del antropónimo Bera, que identificaban dos de los núcleos de un único territorio constituido por Roda, Berá, y también Creixell. La denominación actual, formada por Roda, la preposición y Bará, no va más allá de la mitad del siglo XIX, según consta en las actas municipales, y designaría la preeminencia histórica de Berá sobre Roda. Antes de esta centuria, la documentación consignaba siempre Roda y Berá por separado. El uno como término o lugar —Roda— y el otro como distrito —Berá—. De hecho, desde su origen, está claro que son dos núcleos distintos pero vinculados territorial e históricamente, que acabarán formando un único municipio.
Con respecto a Roda, parece que habría sido un homónimo de Roda de Ter (Osona), localidad de donde es muy probable que procedieran los primeros repobladores cristianos. Sería un caso de topónimo trasladado. Con respecto a su etimología, mientras Joan Coromines aduce un origen latino o románico asociado "ya que la estructura de los lugares muestra una inequívoca forma de rueda", Pere Balañà ve un origen árabe, del árabe clásico [ar-]ràuda"el jardín, el huerto", origen que tampoco descarta a Enric Moreu-Rey, pero con otro significado, como peaje o derecho que se pagaba para pasar por ciertos lugares, en todo caso un topónimo referido a las comunicaciones. Finalmente, Anscari M. Mundó interpreta Roda como fortificación y consigna que podría haber sido "el conjunto principal de defensas fortificadas del conde Bera"
Por su parte, Bará es una palabra de origen germánica, muy frecuente como nombre de persona -el mismo conde godo Bera de Barcelona entre el 801 y 820, es un buen ejemplo. De hecho, parece bastante probable que la asociación entre el apelativo del conde Bera y el nombre de lugar estén relacionados como bien indica Anscari Mundó. Como topónimo, la palabra es sobradamente documentada en la época medieval desde el año 1010 -año de la primera noticia que se conserva. Lo encontramos también declinado (Berano, Beranii), pospuesto a los conceptos castrum, terminum y ecclesiam, sobre todo en el Cartulario del Monasterio de San Cugat (1013, 1037, 1040, 1041, 1049, 1069, 1097, 1143, 1152, 1154 o bien 1194).
Será más adelante cuando este topónimo reflejaría la fluctuación entre la "a" y "e" átonas, propia del catalán oriental, de manera que ya desde el siglo XIV se grafía Barà de forma alterna con Berà. Una muestra excepcional, la constituye el documento de marzo de 1718 en que se describe el acto de edificación de la actual ermita de Bará y donde se escribe "Alcalde de Roda y Bera" y "Capilla de Bara", dos líneas después. Sin embargo, el año 1931 la Sección Filológica del Instituto de Estudios Catalanes (IEC) indica que el nombre propuesto como oficial es el originario y avalado por los filólogos, Berà.
Finalmente en 2012 se modifica el nombre oficial, pasando a denominarse Roda de Berà.

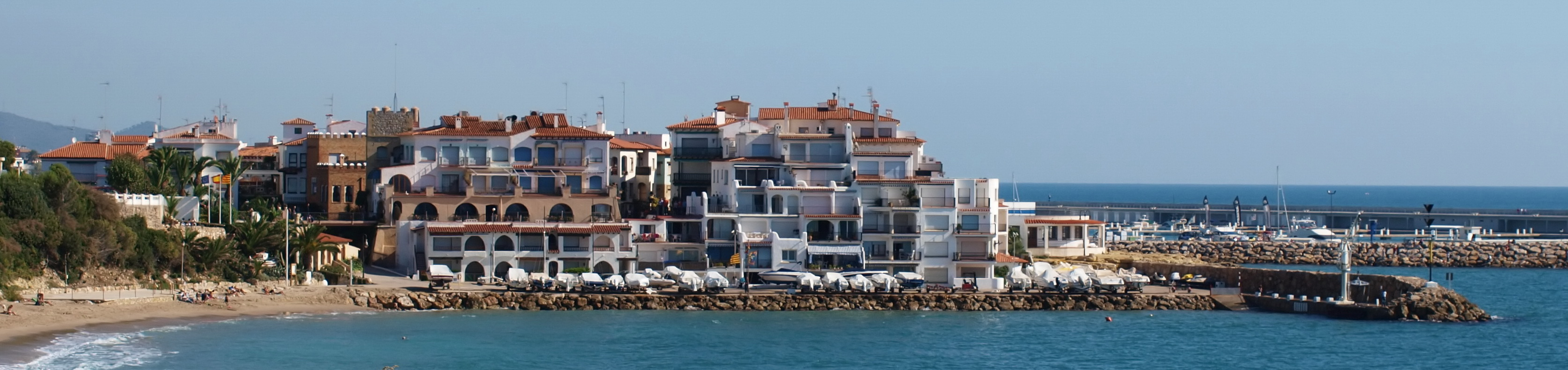
El Roc de Sant Gaietà

La dificultad de establecer una conexión clara del topónimo con su origen etimológico ha generado multitud de explicaciones populares, algunas de las cuales han restado durante años como única explicación del origen de la población. Así, a modo de ejemplo, algunos eruditos locales, como Flocel Puig, indican que Roda proviene de la forma circular de su playa o bien que Bará provendría de la palabra varar, refiriéndose a la acción de empujar las barcas, una idea bastante generalizada, sin embargo, entre la población, como lo muestran algunos programas de actividades —1.ª Muestra de la Canción Costa Dorada, del año 1972— en qué se traza este perfil etimológico para explicar el origen de la población. En otros casos se indica la lectura errónea de la dedicatoria a Sura —del arco de Bará— por Bará. Finalmente, otras teorías, ya más especulativas, indicaban que el nombre provenía del trabajo que realizaban los equinos en una noria. De esta manera, Roda provendría de la rueda de la noria y Bará, de la barra donde se sujetaba el animal.

## Geografía
Integrado en la comarca de Tarragonés, se sitúa a 26 km de Tarragona. El término municipal está atravesado por la autopista del Mediterráneo (AP-7) y por la carretera nacional N-340, entre los pK 1182 y 1184, además de por una carretera local que se dirige hacia Bonastre. El territorio es llano en la parte meridional y accidentado por los contrafuertes de la sierra del Quadrell en la parte septentrional. La altitud oscila entre los 240 m al norte, cerca del límite con Bonastre, y el nivel del mar. La playa del municipio es larga y arenosa, y es la continuación de la de Creixell. Al norte del puerto, la pequeña playa de Cal Guinovart conecta con Vendrell.
| Noroeste: Creixell y Bonastre | Norte: Bonastre       | Noreste: Vendrell         |
| Oeste: Creixell               |                       | Este: Vendrell            |
| Suroeste: Creixell            | Sur: Mar Mediterráneo | Sureste: Mar Mediterráneo |

## Historia
El actual término de Roda de Bará se encontraba cerca de la antigua Vía Augusta, construida por los romanos en el siglo I a. C..
Se cree que el origen del topónimo se encuentra en el conde Bera de Barcelona quien se encargó de fortificar la zona en el siglo IX.
Formó parte de las posesiones del monasterio de San Pedro de Caserras hasta 1572 cuando los bienes del cenobio pasaron a los jesuitas de la iglesia de Betlem de Barcelona. Los monjes mantuvieron los derechos hasta su expulsión, ocurrida en 1767.
Hasta la reforma de la nomenclatura municipal de 1916 el municipio se llamaba simplemente Roda. En dicha fecha su nombre fue modificado por el de Roda de Bará.

## Demografía
Cuenta con una población de 8048 habitantes (INE 2024).
| Gráfica de evolución demográfica de Roda de Bará entre 1842 y 2021 |
| |
| Población de derecho según los censos de población del INE Población de hecho según los censos de población del INEEn estos censos se denominaba Roda: 1842, 1857, 1860, 1877, 1887, 1897 y 1900 En estos censos se denominaba Roda de Bará: 1910, 1920, 1930, 1940, 1950, 1960, 1970 y 1981 |

## Economía
Roda de Bará se ha convertido en un importante lugar de veraneo y el turismo es la principal fuente de ingresos del municipio. Dispone de numerosas urbanizaciones, entre las que destaca la del Roc de Sant Gaietà, así como de tres cámpines, dos de primera y uno de segunda categoría.
La agricultura ha perdido peso económico con la llegada del turismo. Entre los cultivos que siguen permaneciendo en activo destacan los algarrobos, avellanos y almendros.
Dentro del término municipal se encuentran instaladas diversas industrias que dan empleo a parte de la población.

## Administración y política
Desde 2019 gobierna Tria Roda, un partido municipalista y el alcalde es Pere Virgili. Desde 1983 hasta 2019 gobernó CiU ( desde 2016 se llama PDeCAT o JxCat), actualmente Junts per Catalunya es la última fuerza política. 
Tras las elecciones municipales de España de 2019, Tria Roda obtuvo 6 concejales, el PSC 3, ERC 1, Ciudadanos 1, PP 1 y JxCat 1.

## Playas

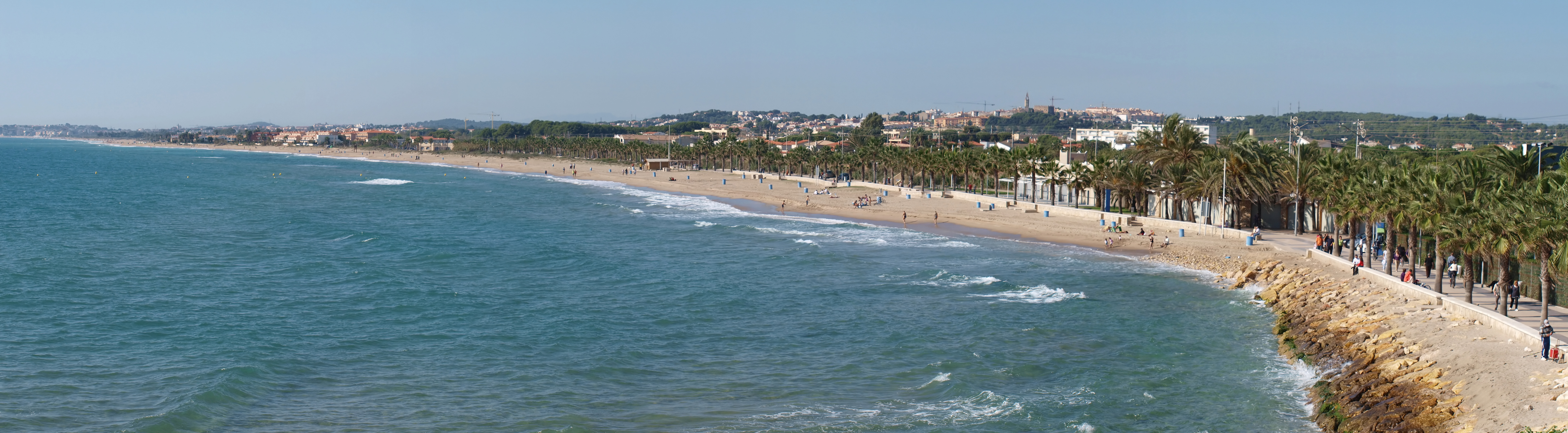
Playa Larga de Roda de Bará

Roda de Bará dispone de cuatro zonas de playa bien diferenciadas. Tiene un total de 3 km de costa de los que 2 km corresponden a amplias playas de fina arena. Estas playas disponen de un servicio diario de limpieza durante la temporada de verano. Destaca la conocida como Playa Larga, galardonada con la Bandera Azul. Tiene cerca de 1 km de longitud y está bordeada por un paseo marítimo.

## Cultura
El monumento más destacado es el Arco de Bará, uno de los monumentos romanos de mayor interés de los que pueden verse en Cataluña. Algunos estudios indican que no se trataba de un Arco de Triunfo sino más bien de un arco que servía como límite territorial. Tiene una altura total de 12,28 metros y un ancho de 12 metros. El grosor del muro alcanza los 2,34 metros.
La iglesia parroquial está dedicada a San Bartolomé. Es de estilo neoclásico y data del siglo XVII. La fachada de piedra es del siglo XVIII y el campanario del siglo XIX. En los alrededores del pueblo se encuentra la capilla de Mas Carreras, construida en el primer tercio del siglo XVIII así como la ermita de la Virgen de Bará en la que se celebró la misa por primera vez el 25 de agosto de 1727.
El Museo de la Radio Protagonistas Luis del Olmo, en el centro cívico La Roca Foradada en el Roc de Sant Gaietà.
Torre del Cucurull
La cantera de l'Elies
Roda de Bará celebra su fiesta mayor en el mes de agosto, coincidiendo con la festividad de San Bartolomé.

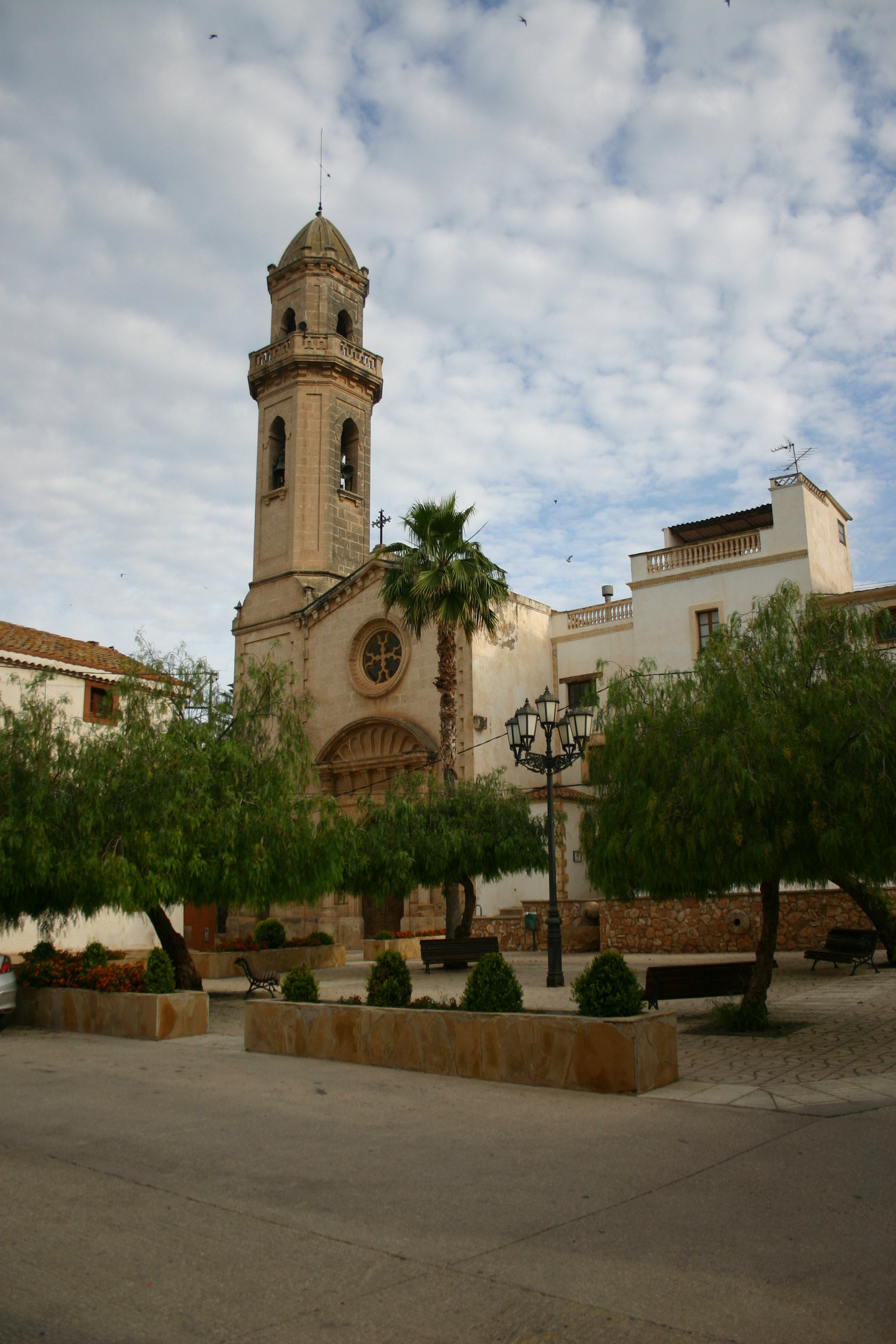
San Bartolomé
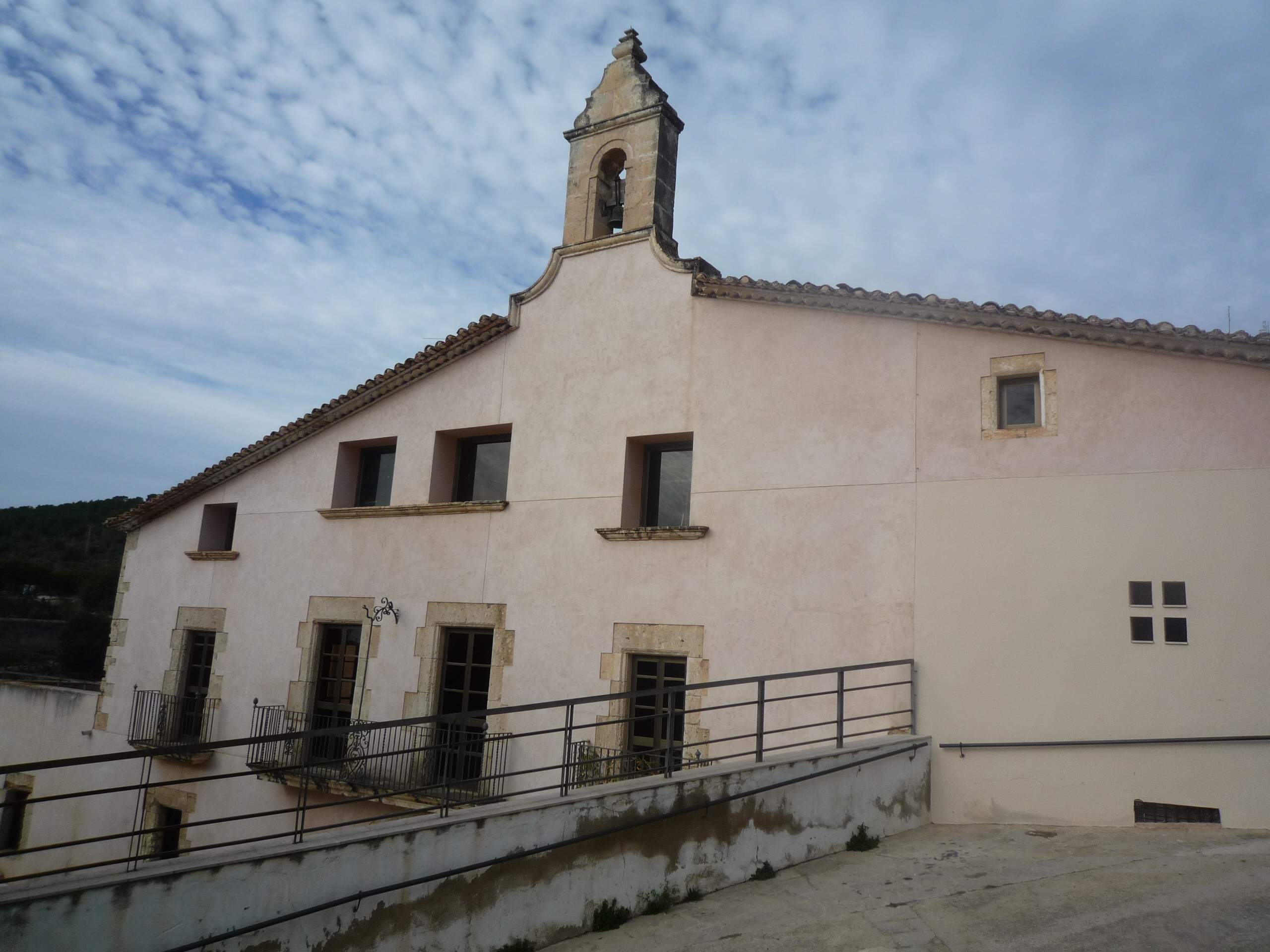
Casal Municipal de Cultura Les Monges
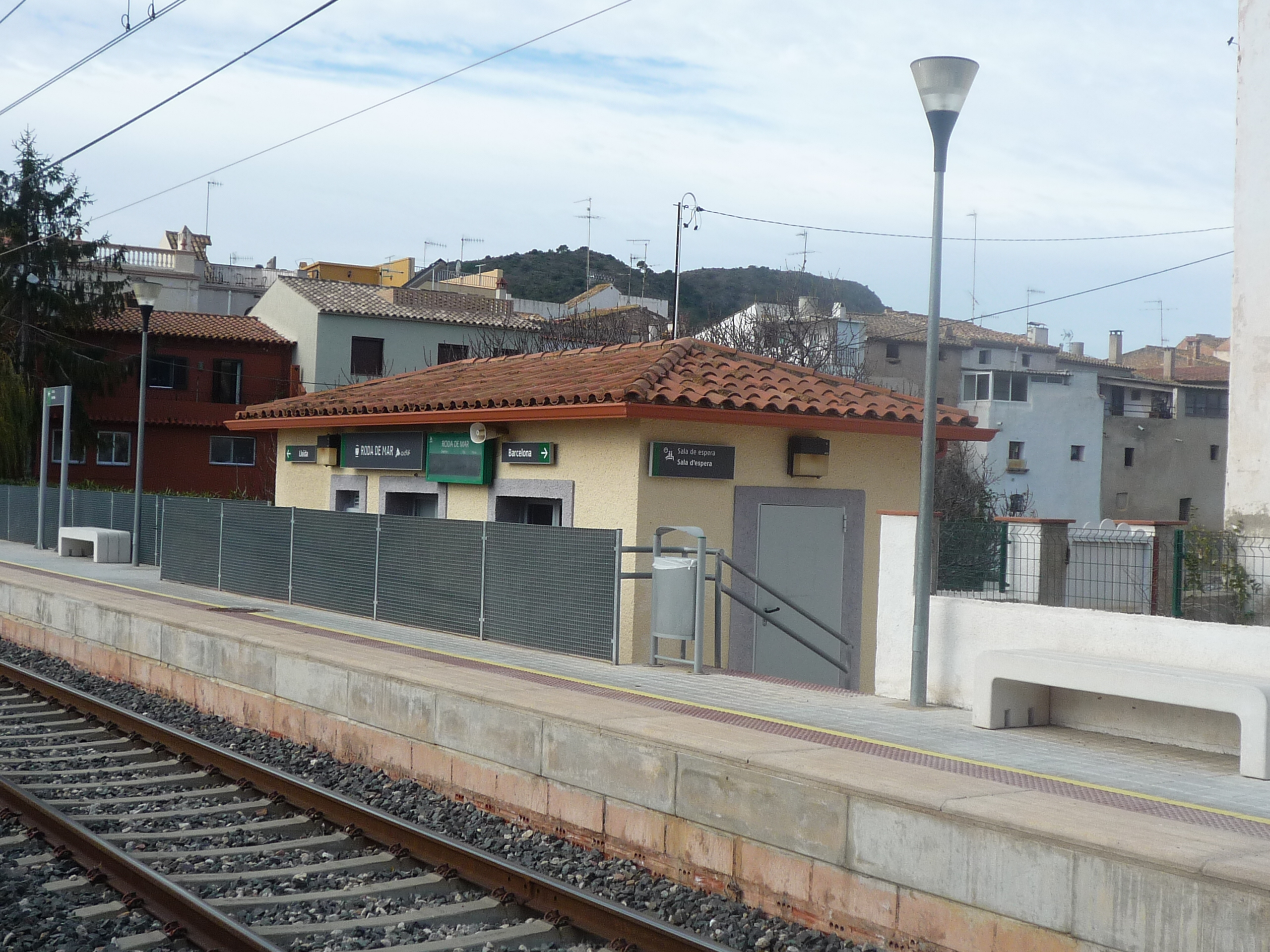
Estación de Roda de Mar, en el núcleo urbano
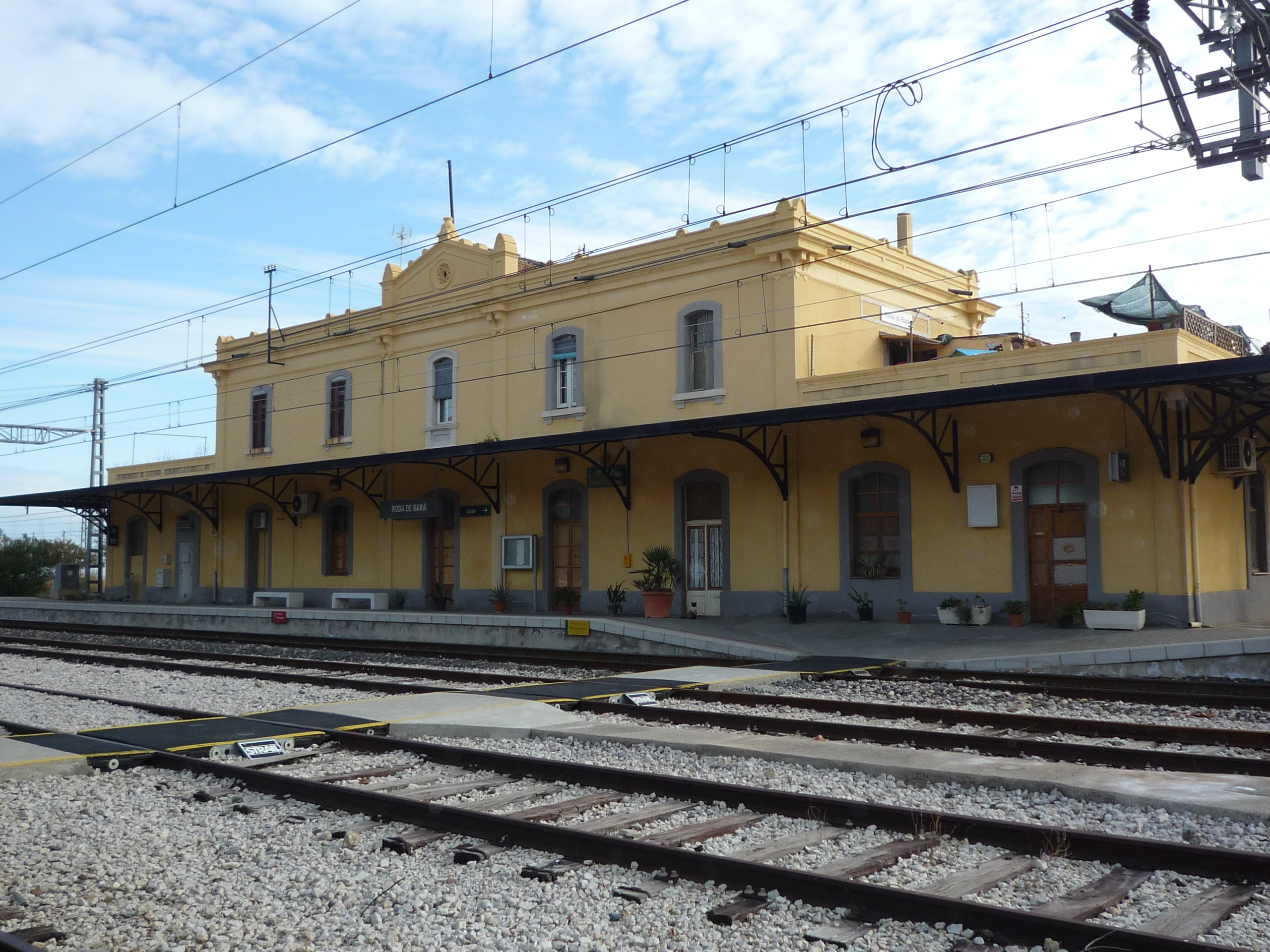
Antigua estación de Roda de Bará
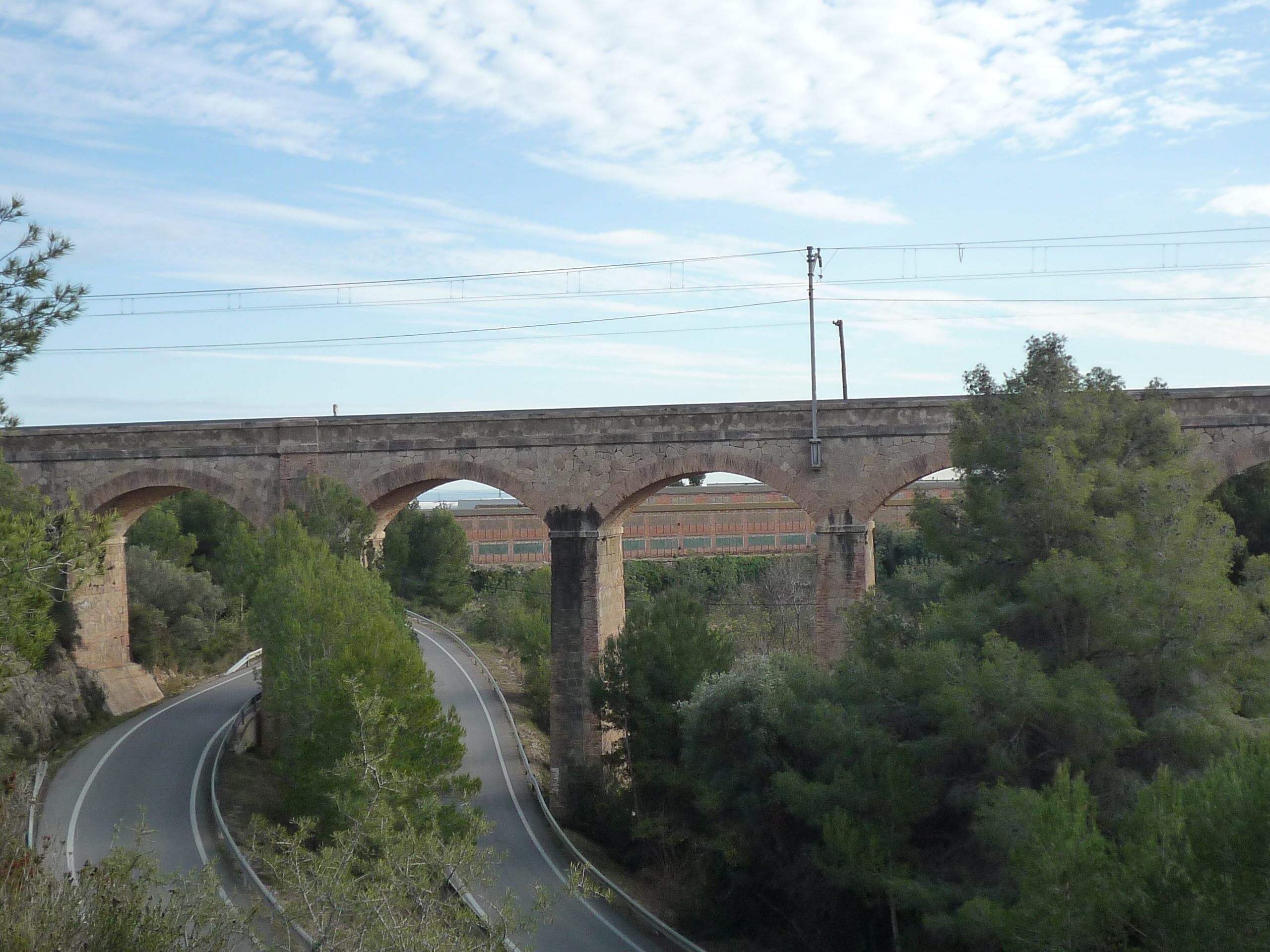
Puente del ferrocarril
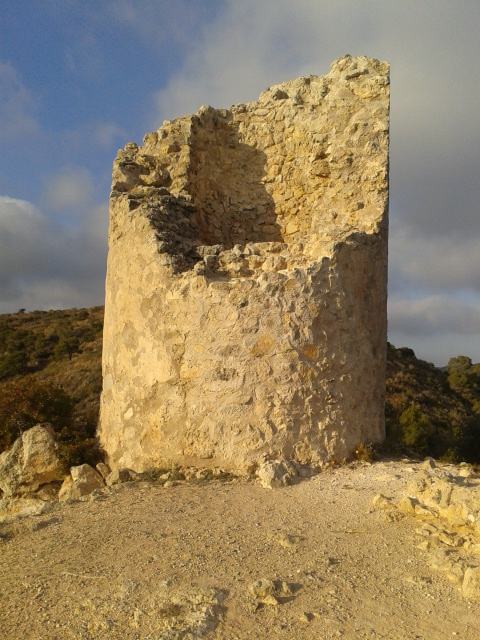
Torre del Cucurull
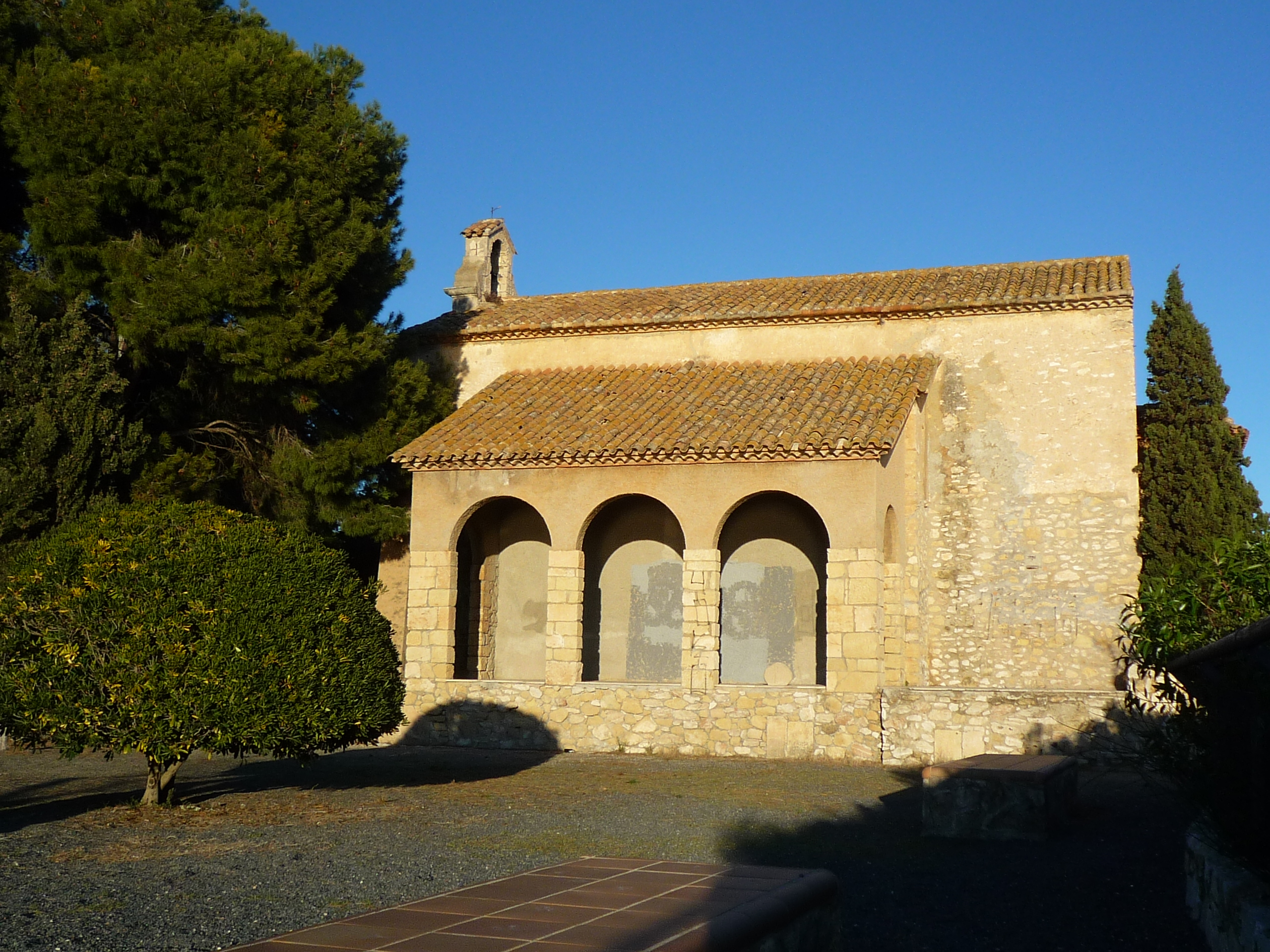
La ermita de la Virgen de Bará
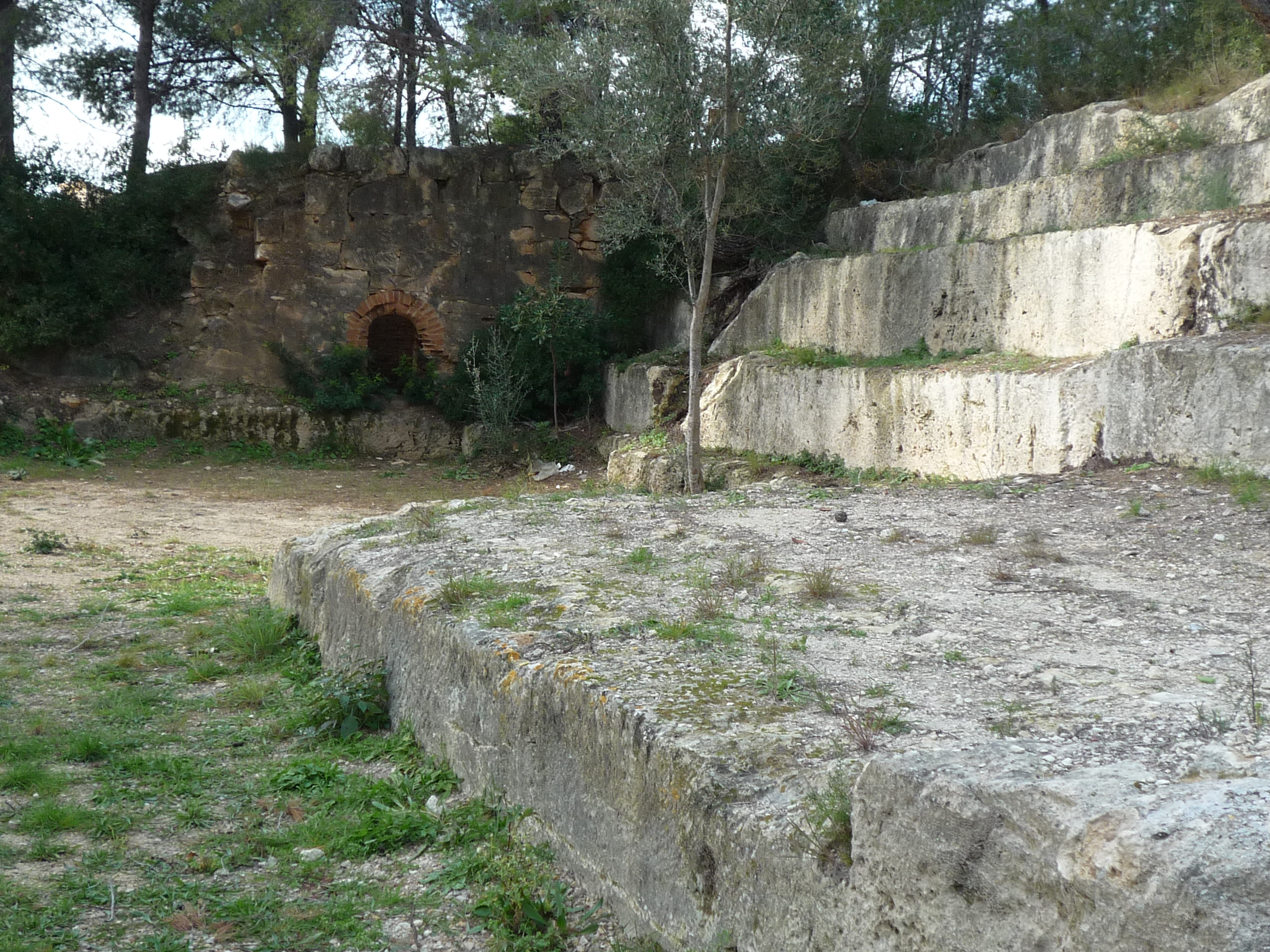
La cantera de l'Elies